# أوس (هولندا)
أوس  Oss  بلدية وبلدة بمقاطعة شمال برابنت، جنوبي هولندا.

## طوبوغرافيا
خريطة طوبوغرافية هولندية لبلدية أوس ، يونيو 2015، (تقرأ بعد ثلاث نقرات على الخريطة).

## أعلام
- ميتشيل فان بيرغن
- جينو فوس
- جورج فان دن بيرغ
- ميشيل فان دير آا
- رود فان نيستلروي